# Tiourea
Tiourea eller tiokarbamid är en amin och en tion med formeln (NH2)2CS. Den är strukturanalog med ketonen urea.

## Egenskaper
Tiourea har en tautomer form som kallas isotiourea.

## Framställning
Tiourea kan framställs av ammoniumtiocyanat (NH4SCN).
En alternativ metod är att reagera vätesulfid (H2S) med kalciumcyanamid (CaCN2).
{\displaystyle {\rm {2\ H_{2}S+CaCN_{2}\rightarrow (NH_{2})_{2}CS+CaS}}}

## Användning
Tiourea är en användbar reaktant inom organisk syntes. Den kan reducera peroxider till motsvarande dioler och halogenalkaner till tioler.